# Syrphoctonus nigritarsus
Syrphoctonus nigritarsus là một loài tò vò trong họ Ichneumonidae.